# Phlegmariurus picardae
Phlegmariurus picardae är en lummerväxtart som först beskrevs av Carl Karl Wilhelm Leopold Krug, och fick sitt nu gällande namn av B. Øllg. Phlegmariurus picardae ingår i släktet Phlegmariurus och familjen lummerväxter. Inga underarter finns listade i Catalogue of Life.